# Estat Imperial
Estat Imperial era cadascun dels estats immediats del Sacre Imperi Romanogermànic o de propietat imperial (en alemany singular: Reichsstand, plural: Reichsstände), és a dir entitats territorials i polítiques.

El Sacre Imperi després de la Pau de Westfalia, 1648.

## Condicions per a formar part de la Dieta
Les condicions perquè un "Estat Imperial" formés part de la Dieta Imperial (Reichstag) eren dos Sitz und Stimme (escó i vot).
Alguns Estats governats per prínceps amb dret a vot no tenien escó, era el cas d'Hongria en temps dels Habsburg, i Prússia governada pel Gran Mestre de l'Orde Teutònic o també Brandeburg. Van ser diferents situacions que es van donar al llarg de la història del Sacre Imperi Romanogermànic). D'altra banda, també van haver alguns alts funcionaris del Sacre Imperi (como el Mariscal Hereditari Erbmarschall o l'Uixer Hereditari Erbtürhüter) que tenien escó però no vot. Ni els esmentats alts càrrecs de l'Imperi ni els territoris sense escó a la Dieta Imperial estaven qualificats como Estats Imperials.
Cap a finals de la seva existència, el Sacre Imperi Romanogermànic estava format per 360 Estats quasi independents, molt diferents entre si en extensió, rang, influència i poder.

## Els governants dels Estats Imperials
Els governants d'un Estat Imperial no tenien altra autoritat per sobre d'ells que la de l'Emperador del Sacre Imperi Romanogermànic i posseïen importants drets i privilegis, fins i tot un alt grau d'autonomia en el govern de llurs territoris.
Dins l'organització de l'imperi existien diferents graus de noblesa:
- Kaiser (o emperador) era un títol electiu i vitalici, escollit entre els prínceps amb dret a vot.
- König[nota 1] i Erzherzog (o rei i arxiduc); el primer títol només el tenien a Bohèmia i el segon només el tenien els governants d'Àustria. Tots dos eren hereditaris.
- Fürst (o príncep), títol hereditari. Dins d'aquesta categoria hi havia dos grups: els Kurfürst amb dret a vot i els que no tenien vot
- Herzog (o duc)
- Graf (o comte)
- Margrave i Landgrave
- Marschall
- Freiherr (o baró)

## Tipus d'estats imperials
Els Estats Imperials podien ser eclesiàstics o seculars.
Els Estats eclesiàstics es van establir a partir de les donacions territorials que els emperadors i altres governants d'Estats seculars concedien als titulars d'arquebisbats, bisbats, abadies, monestirs, convents i ordes religiosos o militars, que generalment eren familiars propers.
Els Estats seculars eren governats per persones amb títol nobiliari. La majoria d'ells solien tenir un vot o un escó individual dins la Dieta Imperial. Hi havia nobles de rang menor (Comtes, Senyors) que agrupaven els seus vots per circumscripcions territorials, anomenades Cercle imperial.
També eren Estats Imperials cadascuna de les ciutats imperials lliures del Sacre Imperi i els seus vots eren generalment consultius.
Després de les guerres de religió dels segles xvi i xvii,va quedar establert que la religió d'un Estat Imperial era una característica de l'Estat, no del seu posseïdor: quan el governant canviava de religió, no ho feia el seu Estat (com va passar en l'Electorat de Saxònia al segle xviii, que va continuar sent un Estat Imperial protestant encara que els seus Electors es van fer catòlics amb la conversió de l'Elector Frederic August I).

## Obtenció de la condició estatal
La condició d'Estat Imperial solia anar lligada a un territori dins l'Imperi més que a una família nobiliària o persona específica (reichsständische Personalisten) sense possessions territorials: un Cavaller del Sacre Imperi (Reichsrittern) sense més possessions que el seu títol, pertanyia a una baixa noblesa que no podia aspirar a la condició d'Estat Imperial.
Originalment, només l'Emperador podia concedir la condició d'Estat, però a partir de 1653, la Dieta Imperial va introduir diverses restriccions a aquesta facultat de l'Emperador. A partir d'aquell moment, la creació d'un nou Estat Imperial requeriria l'acord del Consell d'Electors i del Consell de Prínceps de la Dieta Imperial (si el nou Estat Imperial tingués a més la qualitat d'electorat, es requeriria també l'acord del Consell de les Ciutats). El governant del nou Estat Imperial hauria d'acceptar les obligacions fiscals i militars obligades al Sacre Imperi. A més, calia que el nou Estat Imperial fos acceptat en alguna de les circumscripcions territorials (també anomenades Cercle Imperial) en las què estava dividit el Sacre Imperi i si el títol fos de rang comtal, el nou Estat també hauria de ser acceptat en algun dels bancs que agrupaven el vot dels prínceps de menor rang dins la Dieta Imperial.

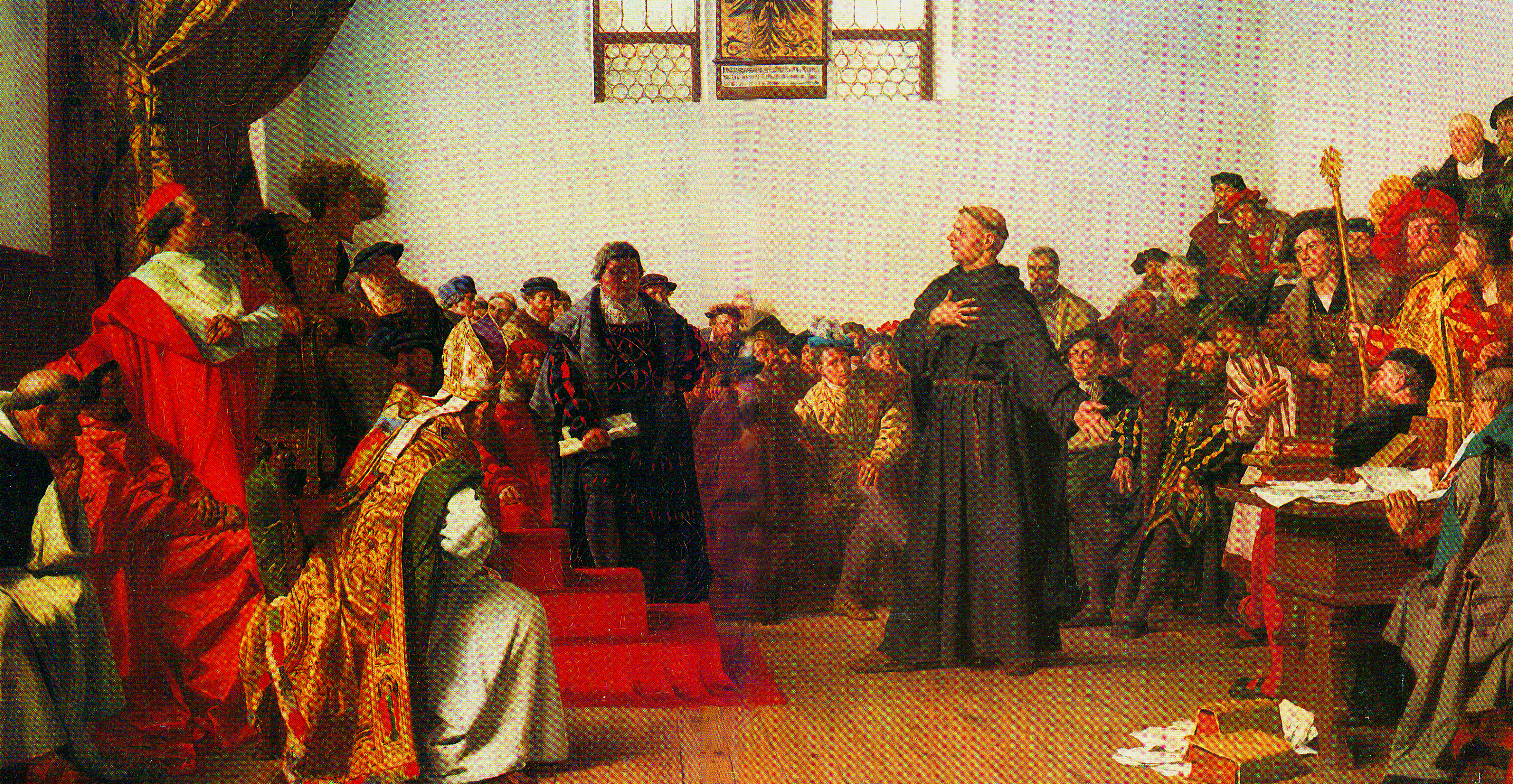
reunió de la Dieta imperial a Worms

Teòricament els Estats Imperials personals (sense territori associat) van ser prohibits després de 1653, però es van fer excepcions,per exemple, alguns comtes com Colloredo, Griech o Neipperg van ser admesos al Banc de comtes de Francònia abans que adquirissin un territori suficient per a ser admesos pels dos Consells d'Electors i de Prínceps com per assolir l'estatus d'Estat Imperial.

## Pèrdua de la condició estatal
La condició d'Estat imperial es podia perdre en les següents circumstàncies:
- Un territori cedit a una potència estrangera deixava de ser un Estat Imperial: va ser el cas dels Estats occidentals de l'Imperi, provinents del Regne de Lotaríngia carolingi, que baix la pressió de França van passar a formar part d'aquest país: Provença (el 1246), el Delfinat (el 1349), els Tres Bisbats de Metz, Toul i Verdun (el 1558), Alsàcia (el 1648), el Franc Comtat (el 1678), Lorena (el 1736) i els Estats de la riba esquerra del Rin (el 1801). Els cantons suïssos es van independitzar de llurs senyors feudals de la Casa d'Habsburg i la seva independència del Sacre Imperi fou reconeguda al final de la Guerra dels Trenta Anys, amb la Pau de Westfàlia el 1648.

- A més, un Estat mediatitzat,[nota 3] és a dir, un Estat sota l'autoritat, però no sota la sobirania (els anteriors governants conservaven llurs títols nobiliaris), d'un poder estranger, podia perdre la condició d'Estat del Sacre Imperi. Des de 1648, la condició d'Estat va anar lligada a la titularitat de la mateixa família governant més que a un territori; si el territori era heretat per una altra dinastia diferent, deixava de ser Estat Imperial, llevat que l'Emperador, explícitament, permetés el contrari.

- La tercera forma que un territori del Sacre Imperi perdés la condició d'Estat era perquè el seu governant estigués sotmès a la interdicció imperial. Per exemple quan el 1621 l'emperador Ferran II d'Habsburg sotmeté a interdicte imperial l'Elector del Palatinat del Rin Frederic V del Palatinat a causa de la pretensió d'aquest sobre el Regne de Bohèmia, territori governat per la Casa d'Habsburg que en aquell moment estaven ficats en la Guerra dels Trenta Anys; el Kurpfalz va ser expulsat de la Dieta Imperial i del Col·legi d'Electors, essent substituït pel ducat de Baviera.

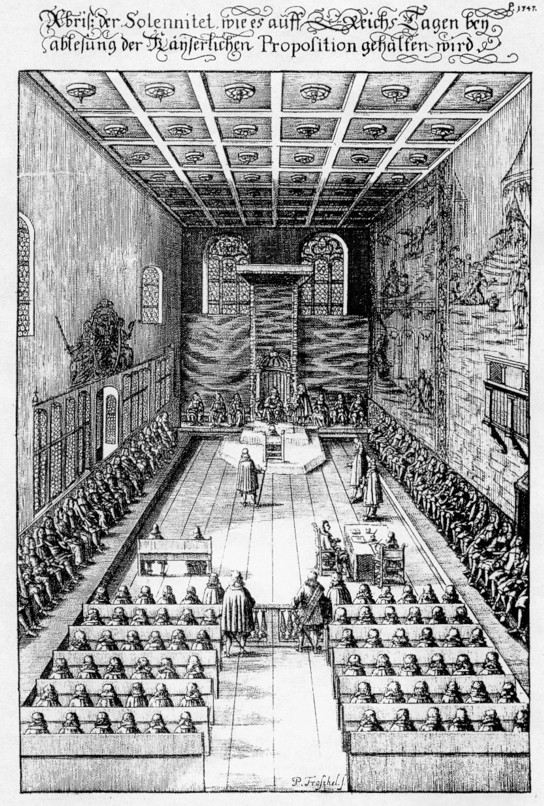
Disposició dels seients a les Dietes del Sacre Imperi

## Drets i privilegis
Els governants dels Estats imperials tenien autonomia per regular els seus propis assumptes; en particular, se'ls permetia fixar normes relatives a l'herència dels seus Estats sense interferències del Sacre Imperi. Després del Tractat de Westfàlia (1648) van poder firmar tractats i concertar aliances amb altres Estats Imperials i amb potències estrangeres sense el permís de l'Emperador. Només als prínceps electors (i no a tots els prínceps) se'ls va permetre encunyar moneda, cobrar taxes i peatges, o el monopoli sobre les mines d'or i plata dels seu territoris.
Entre els principals drets dels governants d'un Estat Imperial hi havia:
- Tenir escó i vot dins la Dieta; el vot podia ser individual (Virilstimme) o col·lectiu (Curiatstimme).
- Ser suspès o privat del seu estatus només por seus iguals (excepte en els casos d'abús en l'encunyament de monedes i cobrament de peatges, en els quals l'Emperador o les Corts de Justícia del Sacre Imperi podien ordenar la suspensió).
- Prioritat sobre tots els súbdits de l'Imperi, això era clarament visible en el protocol de les cerimònies del Reichstag.
- El dret d'associació i vot dins del seu propi Consell.
- El dret de vot agrupat per religió (procediment conegut com a itio in partes), que podria invocar-se per a tractar qualsevol tema, no tan sols els de caràcter religiós. Els Estats s'agrupaven per religió: Hi havia el banco catòlic i el banc protestant del Sacre Imperi, que estaven presidits, respectivament, per l'Elector Arquebisbe de Magúncia i l'Elector de Saxònia, encara que aquest darrer fos també catòlic. En cada banc es prenien per majoria els acords segons el nombre de vots que els Estats que els componien tenien dins la Dieta. Així agrupats, els dos bancs religiosos tenien capacitat de vet, doncs no podia aprovar-se cap proposta si tots dos bancs prenien resolucions oposades.

## La Dieta Imperial
El 1495 la Dieta Imperial o Reichstag,segons la reforma impulsada per l'emperador Maximilià I d'Habsburg, estava formada per tres Consells: el Consell dels Electors, el Consell dels Prínceps i el Consell de les Ciutats. Dins el primer estaven els representants dels Estats electorals, tant els eclesiàstics com els seglars, és a dir, els únics vots del Reichstag que podien escollir el següent Emperador del Sacre Imperi; els altres Estats de la Dieta Imperial (excepte les ciutats imperials lliures, que s'aplegaven al tercer consell) pertanyien al Consell dels Prínceps.
Els vots a la Dieta estaven associats als Estats més que als seus governants. Per tant, una persona governant en diversos Estats podia emetre diversos vots, els corresponents a cadascun dels seus Estats. De manera similar, els diferents governants d'un mateix Estat dividit per herència entre els membres d'una mateixa família, per exemple, havien de compartir el voto que corresponia al seu Estat. Aquestes normes no es van formalitzar fins al 1582, ja que anteriorment, quan diversos individus heretaven parts del mateix Estat, sovint rebien de l'Emperador el dret a voto cadascun, convertint les herències en Estats Imperials.
Els vots dels Estats Imperials podien ser individuals o col·lectius. Els prínceps seculars de major rang (ducs, marcgravis i prínceps) i els eclesiàstics acostumaven a tenir vots individuals. La resta dels governants de menor rang col·legiaven el vot, organitzant-se en districtes territorials. Els col·legis eclesiàstics del Consell dels Prínceps eren dos: el Banc del Rin i el Banc de Suàbia. Els comtes i senyors seglars estaven aplegats en quatre circumscripcions: el Banc de Wetteravia, el Banc de Suàbia, el Banco de Francònia i el Banco de Westfàlia.
Cap Elector podia acumular múltiples Electorats, ni els Electorats podien dividir-se entre múltiples hereus. Por això, en el Consell dels Electors cadascun d'ells tenia exactament un vot. En canvio, si els Electors governaven a més en altres Estats Imperials, tenien dret a votar dins el Consell dels Prínceps pels seus Estats. Similarment, els prínceps que a més del seu principat governaven en altres territoris de rang comtal, tenien dret al seu vot individual dins el Consell dels Prínceps i també tenien dret a un vot agrupat en el corresponent Banc del seu Estat comtal. En la Dieta de 1792, per exemple, l'Elector de Brandeburg, a més del seu vot dins el Consell dels Electores, va disposar de vuit vots individuals en el Consell dels Prínceps i un vot col·legiat en el Banc de Westfàlia dels Estats Imperials seglars. De la mateixa forma, entre els Estats eclesiàstics, el Gran Mestre de l'Orde Teutònic va disposar d'un vot individual dins el Consell dels Prínceps i dos vots col·legiats en el Banc del Rin dels Estats Imperials eclesiàstics.

## Desaparició dels Estats Imperials
El 1806 amb la desaparició formal del Sacre Imperi Romanogermànic, els Estats Imperials van deixar d'existir com les entitats polítiques que havien estat. Les unitats territorials van seguir els canvis polítics de l'època napoleònica. Els Estats petits i de menor poder van ser absorbides o mediatitzades pels més poderosos i la resta es van reorganitzar successivament en altres entitats supraestatals, amb centre a França (Confederació del Rin), Àustria (Confederació Germànica) i Regne de Prússia (Imperi Alemany).